# Nimbus EosXi
EOS XI je italijanski brezpilotni zrakoplov, ki ga je razvilo podjetje NIMBUS Srl. Namenjen je komercialni uporabi.
EOS XI je hibdridna zračna ladja, proizvajalec mu je dal oznako »metaplane«. Ima veliko delta krilo, napolnjeno s plinom, ki generira aerostatični in aerodinamični vzgon. Kabina in pogonski del sta nameščena pod krilom.
Zrakoplov je definiran kot aerodin (zrakoplov, težji od zraka), vendar ima zaradi aerostatičnega vzgona sposobnost vzletanja in pristajanja s kratkih stez - STOL.
Krmilni sistem je drugačen kot pri konvencionalnem letalu.
Krilo je zgrajeno iz več plasti, s čimer so dosegli lahko, močno in aerodinamično strukturo.
EosXi je izredno stabilen, predvsem zaradi nizkega težišča. Repne površine mu omogočajo dobro vodljivost. Delta krilo je stabilno tudi pri izgubi vzgona in omogoča letenje pri majhnih hitrostih ter pod velikim kotom.

## Tehnične specifikacije
Podatki iz Manufacturer
Splošne značilnosti
- Razpon kril: 6,5 m (21 ft 4 in)

Zmogljivost
- Maks. hitrost: 50 km/h (31 mph; 27 kn)
- Potovalna hitrost: 30 km/h (19 mph; 16 kn)
- Trajanje leta: 3 hr